# Eucrasia

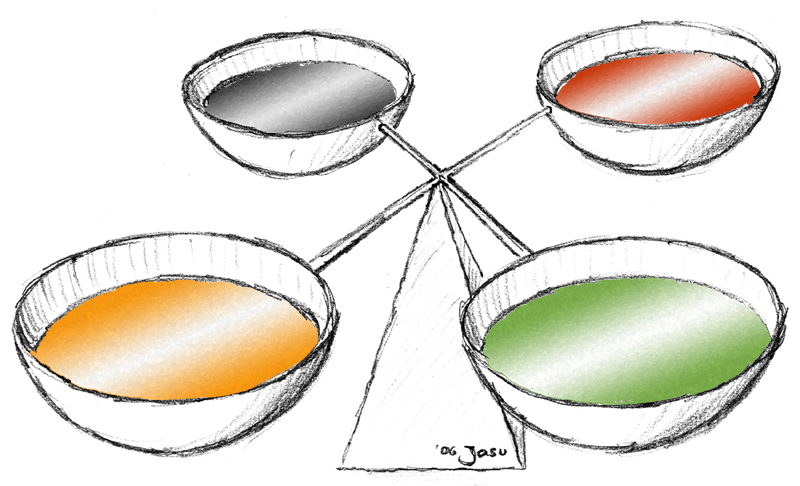
I quattro umori rappresentati come fluidi di colore diverso in equilibrio su una bilancia

Eucrasìa (in greco «buona mescolanza»), nella medicina antica greca, e nello specifico secondo la teoria umorale di Ippocrate e quindi di Galeno, indicava una giusta, armoniosa ed equilibrata mescolanza delle sostanze umorali del corpo umano, corrispondente ad un buono stato di salute.
Galeno, in particolare, suppose un modello strutturato di elementi, caratteristiche, umori, organi e temperamenti, che verrà poi ripreso dalla psicologia.
Secondo questo modello, una qualsiasi malattia insorgerebbe come sproporzione (detta discrasia, e che oggi ha assunto un significato medico completamente diverso) tra i quattro fluidi corporei, detti umori: flegma, sangue, bile gialla e bile nera.